# Charles d'Ursel (gouverneur)
Charles Marie Leon d'Ursel (Brussel, 20 januari 1848 - Oostkamp 28 juni 1903) was een Belgische diplomaat en gouverneur.

## Biografie
Graaf Charles d'Ursel was een telg uit het geslacht D'Ursel. Hij was de zoon van graaf Ludovic d'Ursel (1809-1886), volksvertegenwoordiger en senator. Hij trouwde in 1885 in Parijs met Geneviève Le Roux (1862-1945). Ze waren de ouders van graaf Louis d'Ursel, diplomaat. Hun dochters trouwden voornamelijk met Franse adel en politici, maar ook met een zoon van graaf Louis de Briey.
Na zijn studies rechten in Namen en Leuven sloot hij in 1867 aan bij de Pauselijke Zoeaven. Hij vocht in de slag bij Mentana, werd gevangengenomen voor Civita Vecchia, maar ontsnapte.
In 1870 werd hij diplomaat en bekleedde posten in Spanje, Brazilië, Roemenië, Oostenrijk, Frankrijk en Duitsland.
Van 1889 tot 1894 was hij gouverneur van Henegouwen. In 1894 keerde hij naar de diplomatie terug als gevolmachtigd minister in Roemenië. In 1898 trok hij als gevolmachtigd minister naar China, om er namens koning Leopold II een handelsverdrag te sluiten tussen China en Congo-Vrijstaat. Vervolgens voerde hij, voor rekening van de koning, een inspectiereis uit in Congo.
Begin 1901 volgde hij Léon Ruzette op als gouverneur van West-Vlaanderen. Hij stierf onverwacht en zijn openingsrede voor het werkjaar 1903-1904 werd voorgelezen door zijn opvolger Jean-Baptiste de Bethune.

## Publicaties
- Rapport sur la production du sucre, du café et du coton au Brésil, Brussel, 1874.
- Le Brésil, Paris, 1898.